# 雄城
雄城（ゆうき）は、ファッションモデル・タレント。モデル事務所グランディア所属。

## 来歴
21歳の頃から東京都所在のモデル事務所グランディアでモデル・タレントとして活動する。

## 人物
- 家族構成は父、母、姉の4人。
- 父親の仕事の関係で、台湾で生まれ、6歳まで台湾、10歳までインドネシアのジャカルタで過ごす。台湾のクオーターでもある。国籍は日本。
- 趣味は音楽鑑賞、料理、ギター、Cafe巡り。休日は中古CD、レコードショップを渡り歩いている。
- THE YELLOW MONKEYの大ファン。吉井和哉のファンクラブ会員でもある。ちなみに普段は洋楽を聴くことが多い。
- 他に好きなアーティストはDavid Bowie、Oasis、Radiohead、SuedeなどUKのアーティストを特に好む。アメリカのバンドInterpolにも酔狂している。大の音楽好きで家にはCDとレコードが5000枚以上ある。自称、音楽探究家。